# Sunset Valley (Teksas)
Sunset Valley je grad u američkoj saveznoj državi Teksas. Prema popisu stanovništva iz 2010. u njemu je živjelo 749 stanovnika.